# Chiesa di Santa Caterina d'Alessandria (Buguggiate)
L'oratorio di Santa Caterina d'Alessandria è un edificio quattrocentesco situato sul territorio del comune di Buguggiate, in provincia di Varese e arcidiocesi di Milano. L'oratorio ospita due cicli di affreschi risalenti al Cinquecento.

## L'edificio
Meglio conosciuto come "chiesina di Erbamolle", l'oratorio, dedicato a santa Caterina d'Alessandria vergine e martire, sorge a Buguggiate, nella frazione di Erbamolle: pendio che occupa il fianco nord-occidentale della collina di Montalbo al confine con Azzate e Brunello.
L'edificio, la cui costruzione è anteriore al 1498, è composto da una navata a pianta rettangolare di 3,80 x 6,25 metri, coperta da un tetto a due spioventi, e un'abside con copertura a volta, anch'essa quadrangolare, di 2,75 x 3,70 metri. La sacrestia, il campaniletto insieme alla sopraelevazione delle murature d'ambito sono modifiche operate tra il XVII e il  XVIII.

## Affreschi interni

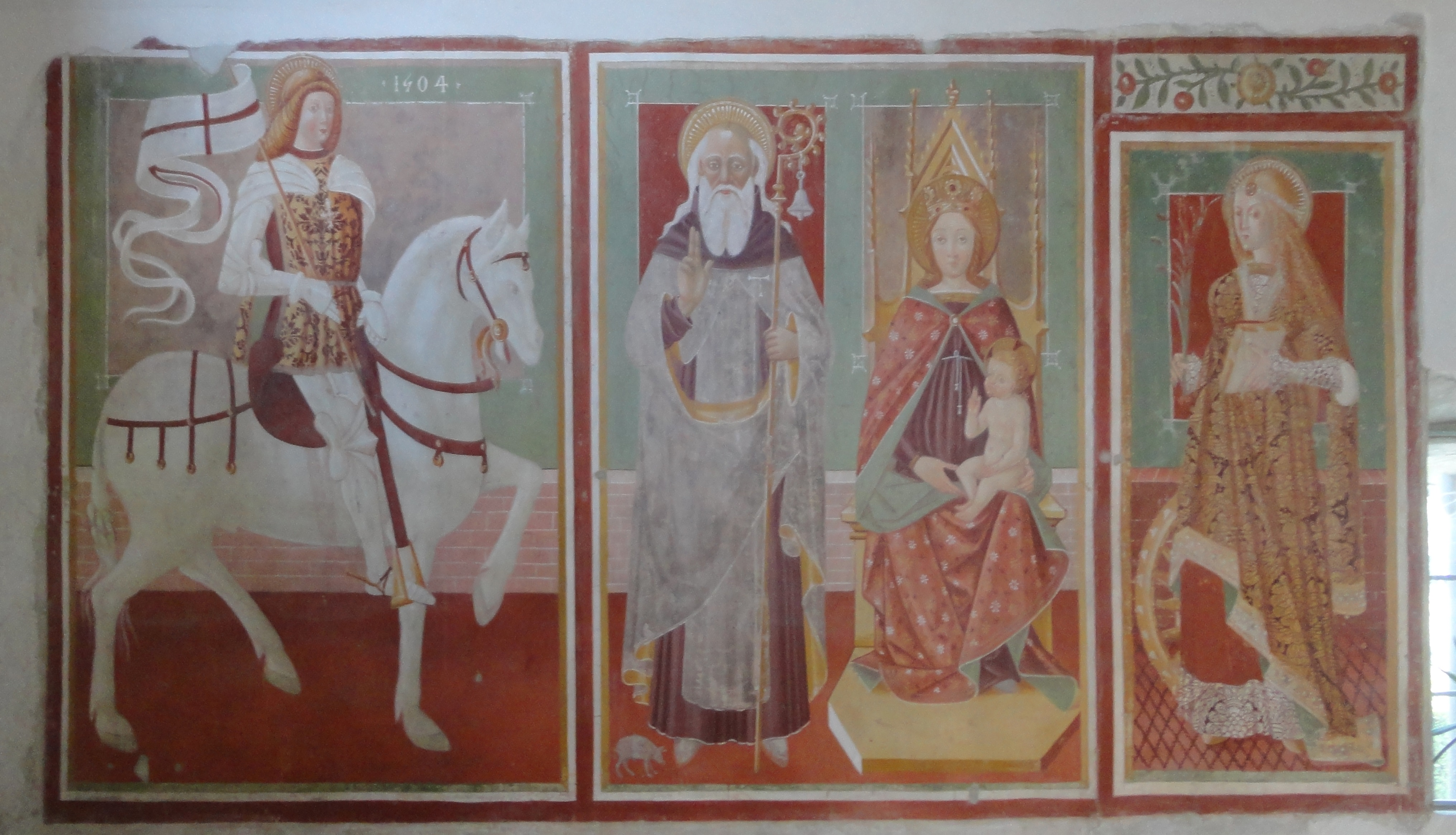
Affreschi della parete sinistra: San Vittore a cavallo, Sant'Antonio Abate, Madonna col Bambino, Santa Caterina

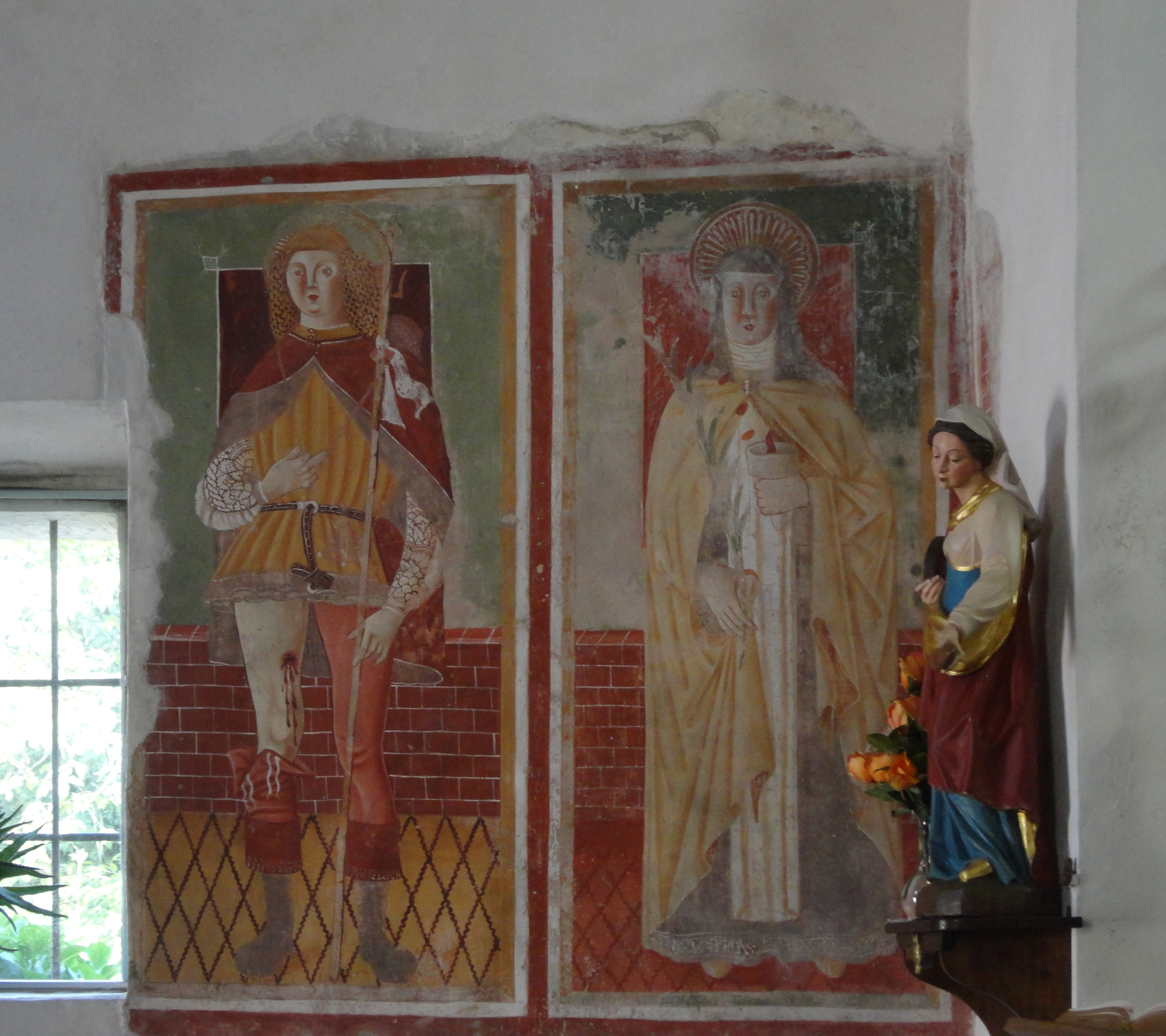
Altri affreschi della parete sinistra: San Rocco e una Santa monaca

Il lato nord all'interno dell'oratorio è interessato da una serie di affreschi, dei quali il primo da sinistra rappresenta san Vittore a cavallo, seguito da sant'Antonio abate, una Vergine col Bambino, santa Caterina (da cui l'oratorio prende il nome), oltre alle raffigurazioni di san Rocco e una santa monaca.
La data 1504, dipinta sulla cornice del san Vittore a Cavallo, indica l'anno di produzione degli affreschi. Tutto il ciclo è attribuito alla mano di un unico autore anonimo. Nonostante manchino testimonianze scritte, tuttavia, la paternità degli affreschi è attribuita a Galdino da Varese e la sua scuola.
L'attribuzione è resa possibile a partire dall'analisi comparata degli affreschi di Erbamolle con altre produzioni locali firmate da Galdino. In particolare il ciclo della chiesa di San Gottardo a Cannobio e, con ancora più evidenza, gli affreschi della chiesa di Santo Stefano al cimitero di Bizzozero: «Le bocche piccole e corrucciate, i menti tondi e prominenti, i capelli ad anelli, ma soprattutto colpisce quel modo netto e incisivo di segnare i contorni bloccando le figure e quell'insistenza nella decorazione, che sono tipici del pittore varesino o della sua bottega».
La committenza di tutti gli affreschi della chiesina è attribuita alla nobile famiglia che fece edificare, inizialmente ad uso privato, l'intero edificio.
Del ciclo, «primo a chi entra si presenta San Vittore a Cavallo», l'affresco dalle dimensioni più importanti.
L'immagine di san Vittore, ritto sulle staffe, in armatura quattrocentesca, senz'armi, tiene con la destra uno stendardo bianco crociato di rosso cupo, simbolo della sua fedeltà al cristianesimo. Esce in parte dall'iconografia più classica, che lo vuole nell'atto di reggere la palma del martirio. Pur provenendo dalla Mauritania, Vittore è ritratto con la pelle bianca, caratteristica non certo unica nell'iconografia del martire sul territorio prealpino, basti pensare alle opere di fine seicento di Salvatore Bianchi nella basilica di San Vittore a Varese e nella volta della stessa basilica dipinta da Ghisolfi e Raghetti alcuni anni prima, o ancora, nell'affresco cinquecentesco del battistero varesino di San Giovanni.
La figura è armonica e pulita, in essa Galdino riesce ad abbozzare dinamismo nell'elaborato stendardo crociato e nel cavallo, pur essendo quest'ultimo  in  una  condizione di  equilibrio impossibile, avendo entrambe le zampe sinistre alzate nel trotto e dal capo troppo piccolo.
Il bianco del cavallo, inframezzato dalle bardature marroni, è il colore dominante dell'affresco, che prosegue nell'armatura e nella bandiera. Al centro dell'opera emergono invece i colori caldi del corsetto damascato ocra con rifiniture in marrone. Sul petto poi, spicca ancora una volta il bianco nel diadema a croce, la cui presenza è ritenuta inusuale.
Lo sfondo è simile a quello di tutte le altre opere interne: privo di prospettiva, se non appena abbozzata nel muretto, e una cornice verde nella quale si apre una monocromia in tinta chiara.

## Affreschi esterni
Gli affreschi della facciata si sono conservati con più difficoltà rispetto al ciclo interno. Complice la sopraelevazione delle murature d'ambito che ha lasciato gli affreschi esterni prive della protezione garantita dagli spioventi del tetto una volta che questo venne rialzato.
Il degrado assai vistoso non solo degli affreschi ma dell'edificio stesso dettero il via a proposte di restauro, in particolare una del novembre 1989, vista e approvata dal Comitato promotore per il restauro di Santa Caterina in Erbamolle. I lavori ebbero tuttavia luogo nel 1996. Degli affreschi esterni sono rimaste solo le sagome dei personaggi, identificabili nell'iconografia grazie a fotografie.
L'autore dell'intero ciclo è stato identificato, come per i lavori dell'interno, nello stesso Galdino; la data 1498 (non più leggibile) posta sull'architrave del portone ha suggerito l'anno di produzione del ciclo. L'affresco più vistoso raffigura san Cristoforo, di notevole dimensione rispetto agli altri, 320 x 95 centimetri. È raffigurato con il bastone in fiore e con il piccolo Gesù sulle spalle mentre gli afferra una ciocca di capelli.